# Quercus palmeri
Quercus palmeri Engelm. – gatunek rośliny z rodziny bukowatych (Fagaceae Dumort.). Występuje naturalnie w północno-zachodnim Meksyku (w północnej części stanu Kalifornia Dolna) oraz południowo-zachodnich Stanach Zjednoczonych (w Kalifornii, Arizonie i Nowym Meksyku). 

## Morfologia
PokrójZimozielone drzewo lub krzew. Dorastające do 2–3 m wysokości.
LiścieBlaszka liściowa jest skórzasta i ma kształt od eliptycznego do owalnie zaokrąglonego lub niemal okrągłego. Mierzy 2–3 cm długości oraz 2–4 cm szerokości, jest całobrzega lub ząbkowana na brzegu, ma nasadę od niemal sercowatej do rozwartej i wierzchołek od zaokrąglonego do niemal ostrego. Ogonek liściowy jest nagi lub delikatnie owłosiony i ma 2–5 mm długości.
OwoceOrzechy zwane żołędziami o kształcie od podługowatego do wrzecionowatego, dorastają do 20–30 mm długości i 10–15 mm średnicy. Osadzone są pojedynczo w miseczkach mierzących 7–10 mm długości i 10–25 mm średnicy.

## Biologia i ekologia
Rośnie w kanionach, zaroślach oraz chaparralu. Występuje na wysokości od 700 do 1800 m n.p.m.